# Ryōya Taniguchi
Ryōya Taniguchi (jap. 谷口 遼弥, Tanigushi Ryōya; * 31. August 1999 in Kanazawa) ist ein japanischer Fußballspieler.

## Karriere
Ryōya Taniguchi erlernte das Fußballspielen in der Schulmannschaft der Shonan SSS und den Jugendmannschaften von Espoir Hakusan und Zweigen Kanazawa. Bei Zweigen unterschrieb er 2018 auch seinen ersten Vertrag. Der Verein aus Kanazawa, einer Stadt in der Präfektur Ishikawa auf Honshū, der Hauptinsel von Japan, spielte in der zweithöchsten japanischen Liga, der J2 League. Hier kam er 2018 nicht zum Einsatz. 2019 wurde er an das Japan Soccer College ausgeliehen. Der Klub spielte in der fünften Liga, der Hokushin'etsu Football League. Nach Vertragsende in Kanazawa wechselte er Anfang 2020 zu Albirex Niigata (Singapur). Der Verein ist ein Ableger des japanischen Zweitligisten Albirex Niigata und spielt in der höchsten singapurischen Fußballliga, der Singapore Premier League. 2020 feierte er mit Albirex die singapurische Meisterschaft. Nach 33 Erstligaspielen und 13 geschossenen Toren wechselte er im Januar 2022 zum Ligakonkurrenten Balestier Khalsa. Nach zwei Spielzeiten, in denen er 53 Ligaspiele bestritt, wechselelte er im Januar 2024 zum Ligakonkurrenten Geylang International.

## Erfolge
Albirex Niigata (Singapur)
Singapurischer Meister: 2020